# Lacs de Maclu
Les lacs de Maclu ou lacs du Maclu (lac du Grand Maclu et lac du Petit Maclu) sont deux petits lacs glaciaires situés sur les territoires des communes du Frasnois et de La Chaux-du-Dombief dans le département du Jura, dans la Région des lacs du Jura français. 

## Géographie
Site touristique connu du plateau jurassien à près de 800 mètres d'altitude et séparés par une bande de terre d'une centaine de mètres, ils constituent un ensemble : ils sont de forme allongée et sont orientés Sud-Ouest - Nord-Est dans la même petite dépression au pied de crêtes calcaires, à l'Est, qui atteignent 960 m d'altitude. 
Ils jouxtent le lac d'Ilay et constituent avec lui et le lac de Narlay, et le Vernois, un complexe de lacs jurassiens caractéristiques que l'on découvre depuis le Belvédère des quatre lacs situé à quelques kilomètres de La Chaux-du-Dombief. 

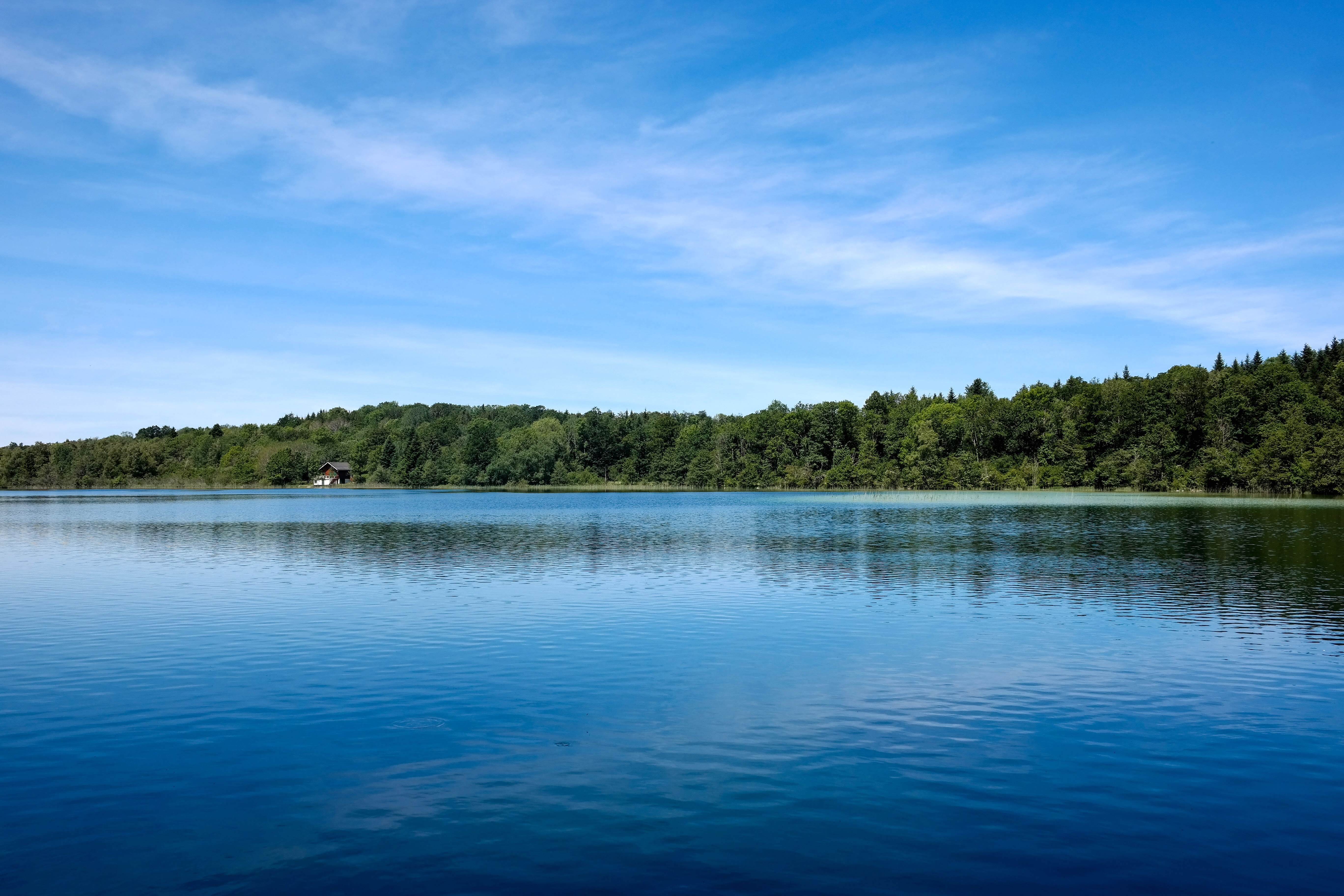
Le Grand Maclu
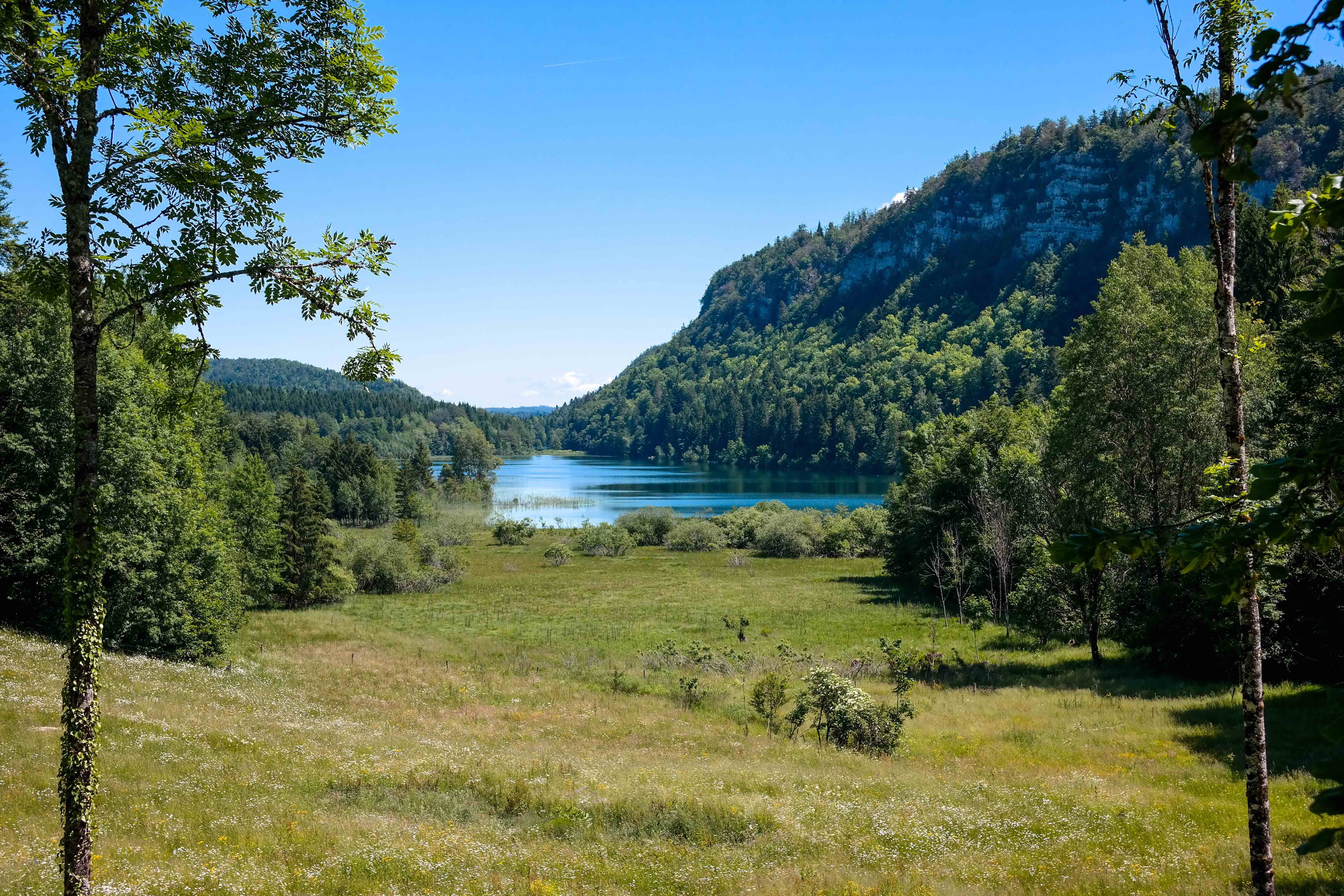
Le Grand Maclu
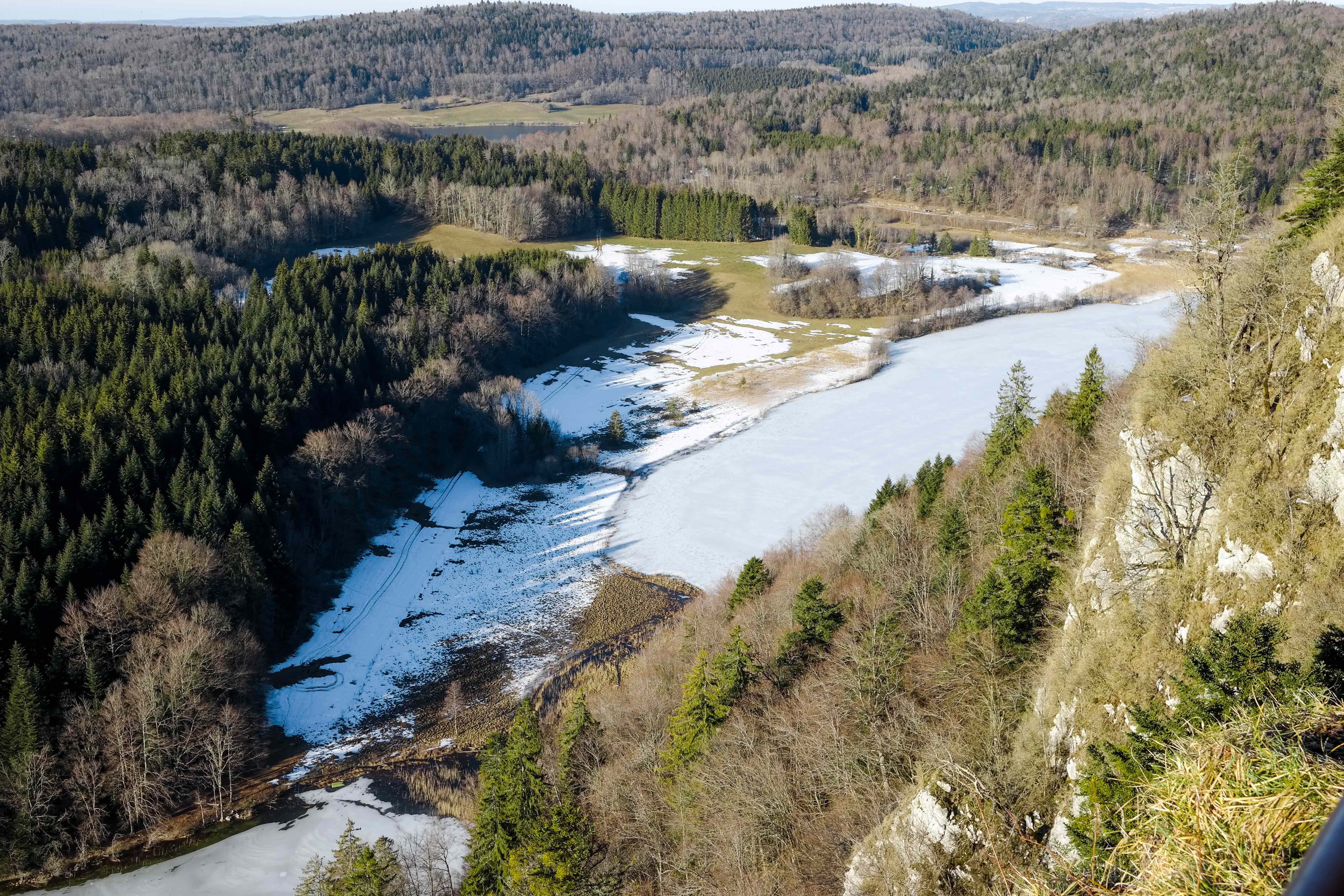
Le Petit Maclu gelé
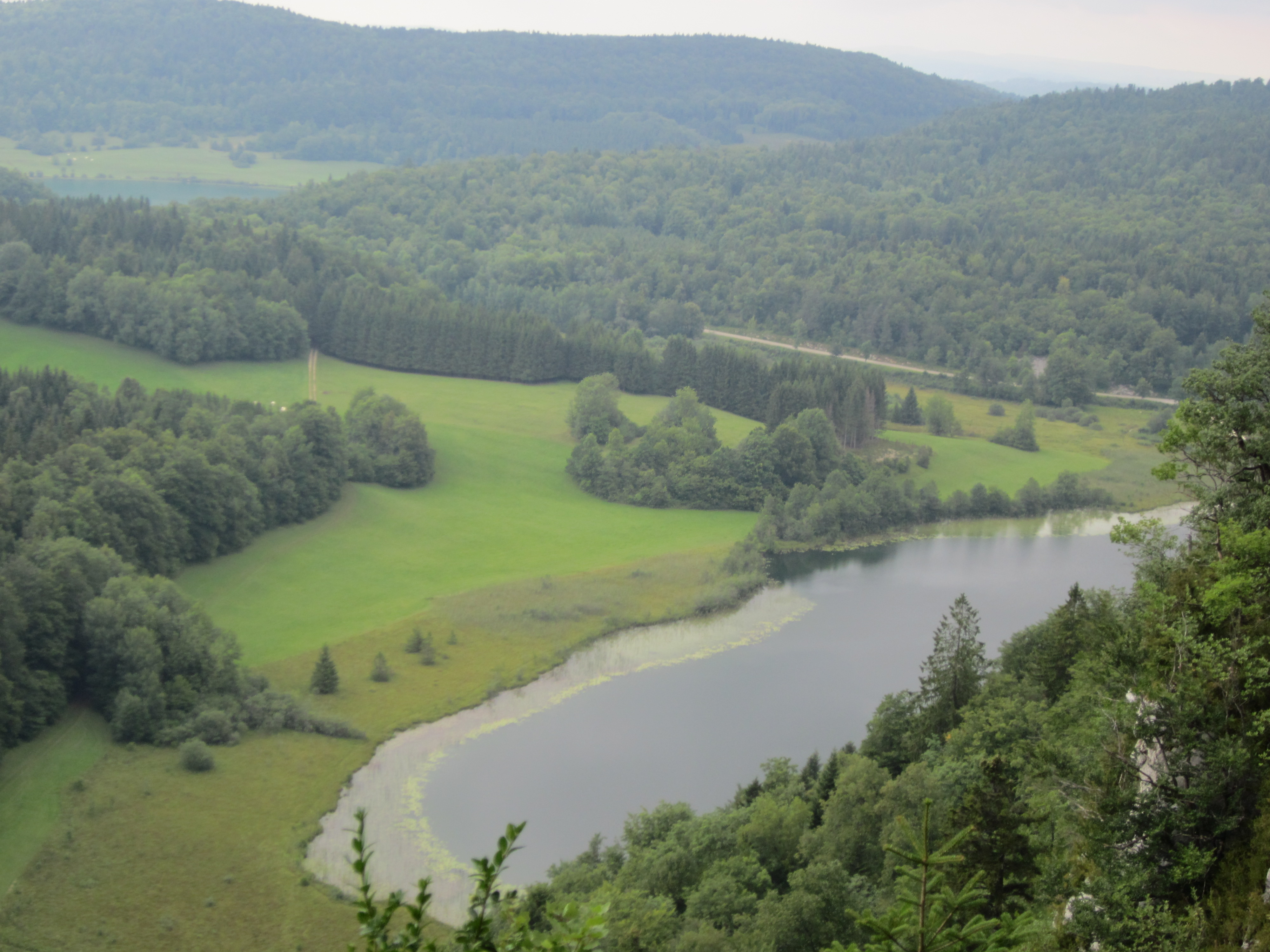
Lac du Petit Maclu.
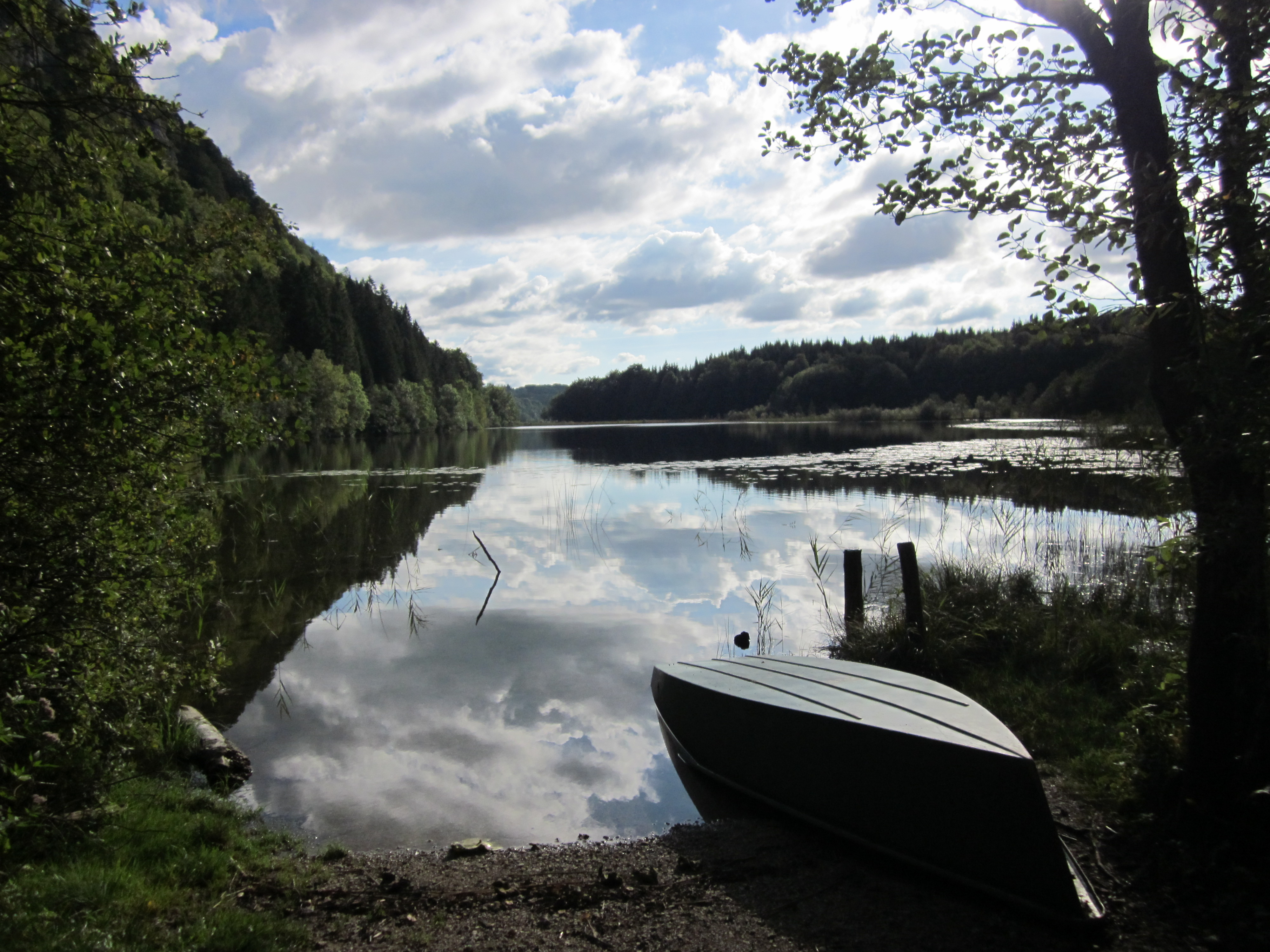
Rive du Petit Maclu.

Ces lacs ont des dimensions réduites : pour le Grand Maclu, une surface de 21 ha pour une longueur de 1 120 m et une largeur de 300 m, avec une profondeur moyenne de 12,8 m (maximale : 24 m) et un volume de 2,658 millions de m3, et pour le Petit Maclu, 4,5 ha, 500 m sur 120, profondeur moyenne 4 m (maximale 11 m), volume 0,344 million de m3. Ils sont alimentés par des ruissellements provenant des reliefs voisins et communiquent entre eux par un canal naturel d'une centaine de mètres. Le Grand Maclu est relié au lac d'Ilay par un émissaire constitué par un petit ruisseau de 200 mètres. Les bassins versants sont réduits : au total 2 km2 dont 1,13 km2 pour le Petit Maclu. Les abords du petit lac sont  occupés essentiellement par la forêt alors qu'une partie du grand lac est bordée à l'Est de prairie, tandis que l'on trouve des tourbières à l'ouest, entre les lacs d'Ilay et du Grand Maclu. 
Le Petit Maclu est un lac privé comme le Grand Maclu (sauf 4 ha appartenant à la commune du Frasnois). Ils sont restés sauvages, seules les deux résidences secondaires des propriétaires se trouvent à proximité. Le petit lac sert à l’alimentation en eau potable de la commune de Chaux-des-Crotenay et la pêche y est limitée : les Lacs de Maclu sont peu poissonneux, on y trouve cependant des gardons et des perches. Un sentier de randonnée de 12 km permet de faire le tour des quatre lacs (lac d'Ilay – Grand Maclu – Petit Maclu – lac de Narlay).

## Beine carbonatée
Le lac du Grand Maclu, comme celui d'Ilay, présente un littoral souligné d’un liseré clair dont la couleur tranche avec la teinte sombre des eaux profondes. Cette bande, formant une plate-forme littorale immergée, est appelée « beine » ou « blanc ». Elle est constituée par une accumulation de carbonates ("craie lacustre") qui précipitent dans la zone littorale du lac.
Elles sont parmi les plus spectaculaires des lacs carbonatés français et sont, à ce titre, recensées dans l'inventaire du Patrimoine Géologique Régional de Franche-Comté.

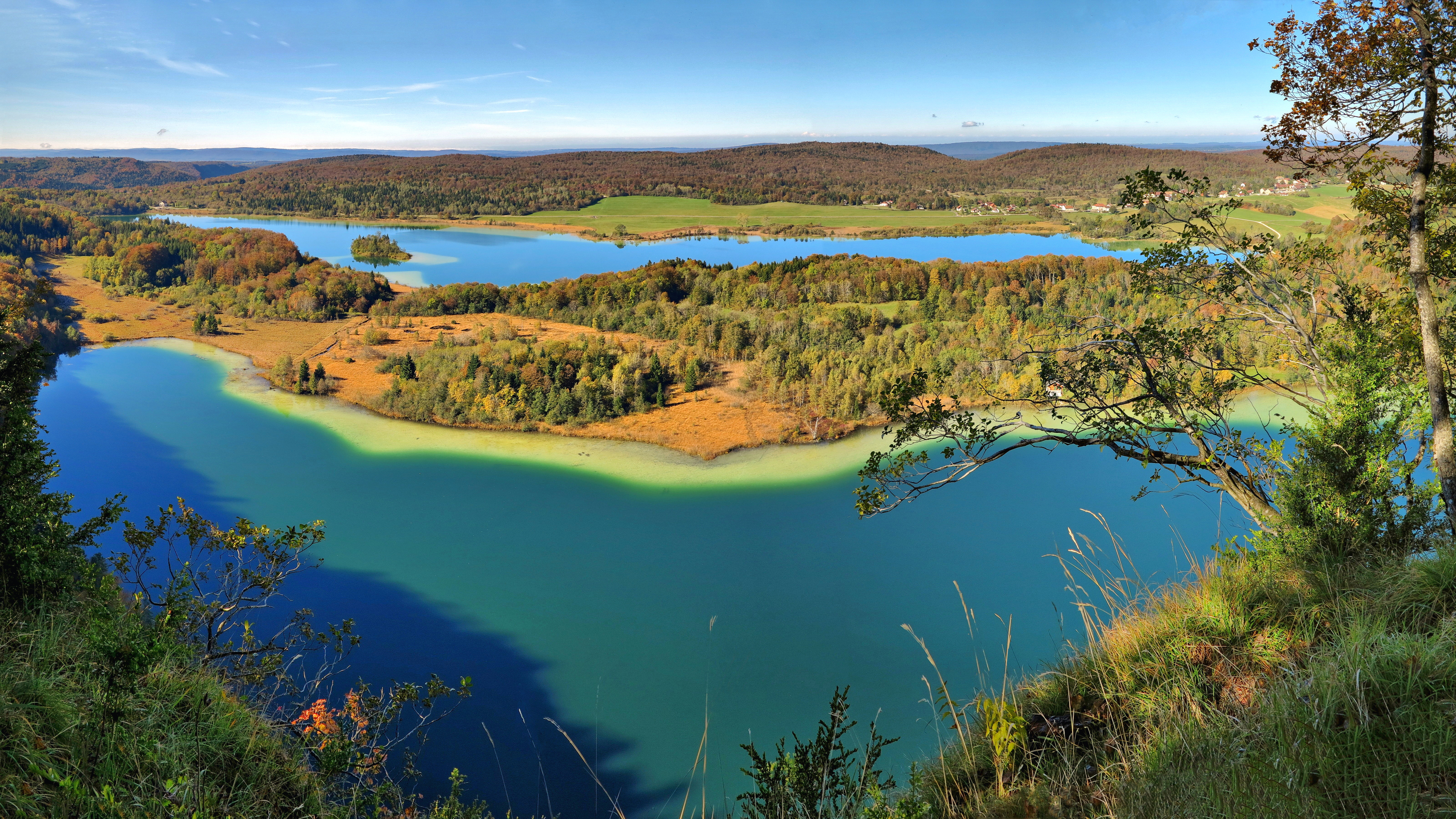
La beine du Grand Maclu.

## Label
Les lacs font partie du site Ramsar "Tourbières et lacs de la montagne Jurassienne" depuis février 2021.

## Légendes
Les monts majestueux qui dominent les lacs du Frasnois, de Maclus, de Narlay, de Bonlieu, ont leur esprit. C'est un magnifique seigneur, botté, armé, casqué, traversant les airs sur un cheval blanc. On le voit quelquefois s'abattre dans la plaine sans la toucher et repartir comme un éclair. D'autres fois, c'est le cheval qu'on aperçoit, attaché par une bride au haut de la roche escarpée, tout en dehors, attendant que son maitre vienne l'enjamber pour recommencer ses courses aériennes.

## Sources et Liens externes

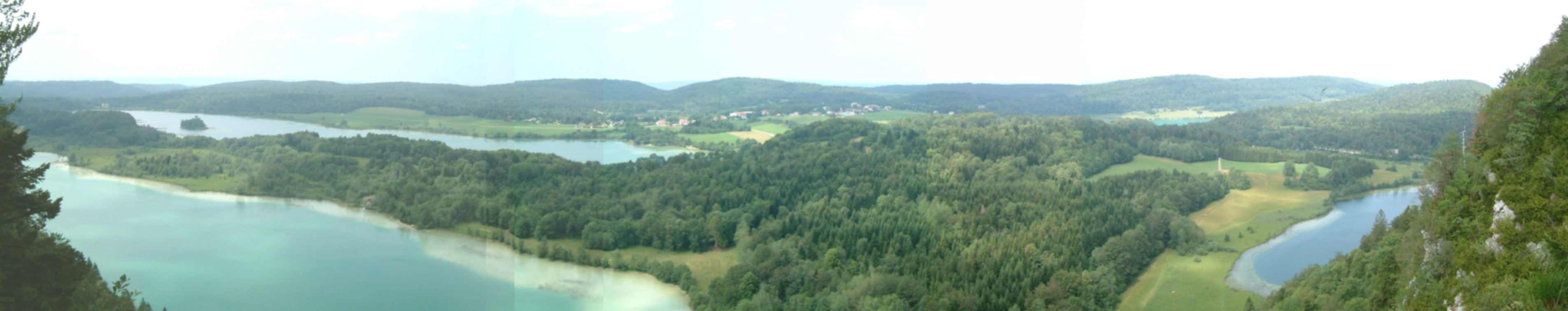
Le lac du Grand Maclu est au premier plan, à gauche ; le lac du Petit Maclu est à droite.

- Carte sur Géoportail
- sur juralacs.com
- sur rhone-alpes.ecologie.gouv.fr
- PDF sur franche-comte.ecologie.gouv.fr